# Сезонний коефіцієнт енергоефективності
У Сполучених Штатах ефективність кондиціонерів повітря часто оцінюють за коефіцієнтом сезонної енергоефективності (англ. seasonal energy efficiency ratio, SEER), який визначається Інститутом кондиціонування повітря, опалення та охолодження (англ. Air Conditioning, Heating and Refrigeration Institute), торговою асоціацією, у своєму стандарті 2008 року AHRI 210/240, Рейтинг продуктивністі унітарного обладнання для кондиціонування повітря та обладнання повітряного теплового насоса . Подібним стандартом є європейський коефіцієнт сезонної енергоефективності (European seasonal energy efficiency ratio, ESEER).
Показник SEER блоку — це потужність охолодження протягом типового сезону охолодження, поділена на загальне споживання електроенергії за той самий період. Чим вищий рейтинг SEER пристрою, тим він енергоефективніший. У США SEER – це відношення охолодження в британських теплових одиницях (англ. British thermal unit, BTU) до спожитої енергії у ват-годинах. Коефіцієнт ефективності (англ. coefficient of performance, COP), більш універсальна міра ефективності без одиниць, обговорюється в наступному розділі.

## Приклад
Наприклад, розглянемо блок кондиціонування повітря потужністю 5000 BTU/год (охолоджувальна потужність 1465 Вт) із SEER 10 BTU/(Вт·год), працюючи загалом 1000 годин протягом річного сезону охолодження (наприклад, 8 годин на день протягом 125 днів).
Річна загальна потужність охолодження буде:
5000 БТЕ/год × 8 год/день × 125 днів/рік = 5 000 000 БТЕ/рік
З SEER в 10 БТЕ/(Вт·год) річне споживання електроенергії становитиме приблизно:
5 000 000 BTU/рік ÷ 10 BTU/(Вт·год) = 500 000 Вт·год/рік
Середнє споживання електроенергії також можна розрахувати простіше за допомогою:
Середня потужність = (BTU/год) ÷ (SEER) = 5000 ÷ 10 = 500 Вт = 0,5 кВт
Якщо ваша вартість електроенергії становить 0,20 дол. США/(кВт·год), то ваша вартість робочої години блоку становить:
0,5 кВт × 0,20 дол. США/(кВт·год) = 0,10 дол. США/год

## Зв'язок SEER з EER і COP
Коефіцієнт енергоефективності (англ. energy efficiency ratio, EER) конкретного охолоджувального пристрою – це відношення вихідної енергії охолодження (у BTU) до вхідної електричної енергії (у ват-годинах) у певній робочій точці. EER зазвичай розраховується при 35 °C зовнішньої температури та внутрішньої температури (фактично зворотного повітря) 27 °C і відносної вологості 50%.
EER пов’язаний з коефіцієнтом ефективності (англ. coefficient of performance, COP), який зазвичай використовується в термодинаміці, з основною відмінністю в тому, що COP охолоджувального пристрою є меншою одиницею, оскільки чисельник і знаменник виражаються в однакових одиницях. EER використовує змішані одиниці, тому він не має безпосереднього фізичного сенсу і отримується шляхом множення COP на коефіцієнт перетворення з BTU у ват-години: EER = 3,41214 × COP (див. британську теплову одиницю ).
Коефіцієнт сезонної енергоефективності (SEER) також є COP (або EER), вираженим у BTU/ватт-годину, але замість того, щоб оцінюватися в одному робочому стані, він представляє очікувану загальну продуктивність для типової річної погоди в даному місці. Таким чином, SEER розраховується з тією самою внутрішньою температурою, але в діапазоні зовнішніх температур від 18 °C до 40 °C, з певним заданим відсотком часу в кожному з 8 контейнерів, що охоплюють 2,8 °C. У цьому рейтингу не враховуються різні кліматичні умови, які призначені для того, щоб показати, як на EER впливає діапазон зовнішніх температур протягом сезону охолодження.
Типовий EER для побутових центральних холодильних установок = 0,875 × SEER. SEER є вищим значенням, ніж EER для того самого обладнання.
Більш детальний метод перетворення SEER в EER використовує цю формулу:
EER = −0,02 × SEER² + 1,12 × SEER  Зверніть увагу, що цей метод використовується лише для порівняльного моделювання та не підходить для всіх кліматичних умов.
SEER 13 приблизно еквівалентний EER 11 і COP 3,2, що означає, що 3,2 одиниці тепла видаляються з приміщення на одиницю енергії, яка використовується для роботи кондиціонера.

## Теоретичний максимум
SEER і EER кондиціонера обмежені законами термодинаміки. Процесом охолодження з максимально можливою ефективністю є цикл Карно. COP кондиціонера, що використовує цикл Карно, становить:
{\displaystyle COP_{Carnot}={\frac {T_{C}}{T_{H}-T_{C}}}}
де {\displaystyle T_{C}} це температура в приміщенні і {\displaystyle T_{H}} це зовнішня температура. Обидві температури повинні бути виміряні за допомогою термодинамічної температурної шкали, заснованої на абсолютному нулі, наприклад Кельвіна або Ренкіна. EER розраховується шляхом множення COP на 3,412 БТЕ/Вт⋅год, як описано вище:
{\displaystyle EER_{Carnot}=3.412{\frac {T_{C}}{T_{H}-T_{C}}}}
Припустимо, що зовнішня температура 35 °C і температура в приміщенні 27 °C наведене вище рівняння дає (якщо температури переведено в шкалу Кельвіна або Ренкіна) COP 36 або EER 120. Це приблизно в 10 разів ефективніше, ніж типовий домашній кондиціонер, доступний сьогодні.
Максимальний EER зменшується зі збільшенням різниці між внутрішньою та зовнішньою температурою повітря, і навпаки. У пустельному кліматі, де зовнішня температура становить 49 °C, максимальний COP падає до 13 або EER 46 (для температури в приміщенні 27 °C).
Максимальний SEER можна розрахувати шляхом усереднення максимального EER в діапазоні очікуваних температур для сезону.

## Стандарти SEER уряду США
Рейтинг SEER відображає загальну ефективність системи на сезонній основі, а EER відображає енергоефективність системи в одному конкретному робочому стані. Обидва рейтинги корисні під час вибору продуктів, але для порівняння слід використовувати той самий рейтинг.
Значну економію енергії можна отримати за допомогою більш ефективних систем. Наприклад, при оновленні SEER 9 до SEER 13 енергоспоживання зменшується на 30% (дорівнює 1 − 9/13).
З існуючими одиницями, які все ще функціонують і добре обслуговуються, якщо врахувати часову вартість грошей, то збереження існуючих одиниць, а не проактивна їх заміна, може бути найбільш економічно ефективним. Однак з часом ефективність кондиціонерів може значно погіршитися.
Але при заміні обладнання або визначенні нових установок доступні різноманітні SEER. Для більшості застосувань мінімальні або майже мінімальні одиниці SEER є найбільш економічно ефективними, але чим довші сезони охолодження, тим вищі витрати на електроенергію, і чим довше покупці будуть володіти системами, тим більш виправданим є поступове збільшення одиниць SEER. Тепер доступні житлові спліт-системи кондиціонерів SEER 20 або більше. Агрегати з вищим SEER зазвичай мають більші змійовики та кілька компресорів, а декотрі також мають змінний потік холодоагенту та змінний потік припливного повітря.

### 1992 рік
У 1987 році було прийнято законодавство, яке набуло чинності в 1992 році, що вимагає мінімального рейтингу SEER 10. У Сполучених Штатах рідко можна побачити системи з рейтингом нижче SEER 9, оскільки старіючі існуючі блоки замінюються новими, більш ефективними.

### 2006 рік
Починаючи з січня 2006 року вимагався мінімум SEER 13. Сполучені Штати вимагають, щоб житлові системи, виготовлені після 2005 року, мали мінімальний рейтинг SEER 13. Центральні кондиціонери, що відповідають стандарту ENERGY STAR, повинні мати SEER не менше 14,5. Віконні кондиціонери звільнені від цього закону, тому їхні SEER все ще становлять близько 10.

### 2015 рік
У 2011 році Міністерство енергетики США (англ. Department of Energy, DOE) переглянуло правила енергозбереження, щоб запровадити підвищені мінімальні стандарти та регіональні стандарти для житлових систем HVAC . Регіональний підхід визнає відмінності в оптимізації витрат внаслідок регіональних кліматичних відмінностей. Наприклад, у штаті Мен, штаті на північному сході США, дуже низька економічна вигода від встановлення кондиціонера з дуже високим SEER.
Починаючи з 1 січня 2015 року центральні кондиціонери спліт-системи, встановлені в південно-східному регіоні США, повинні мати щонайменше 14 SEER. Південно-східний регіон включає штати Алабама, Арканзас, Делавер, Флорида, Джорджія, Гаваї, Кентуккі, Луїзіана, Меріленд, Міссісіпі, Північна Кароліна, Оклахома, Південна Кароліна, Теннессі, Техас і Вірджинія. Подібним чином центральні кондиціонери зі спліт-системою, встановлені в Південно-Західному регіоні, повинні мати мінімум 14 SEER і 12,2 EER, починаючи з 1 січня 2015 року. Південно-західний регіон складається з Аризони, Каліфорнії, Невади та Нью-Мексико. Центральні кондиціонери зі спліт-системою, встановлені в усіх інших штатах за межами південно-східного та південно-західного регіонів, повинні продовжувати мати мінімум 13 SEER, що є поточною національною вимогою.
За останні 10 років було досягнуто багато нових досягнень в ефективних технологіях, які дозволили виробникам різко підвищити свої рейтинги SEER, щоб залишатися вище необхідних мінімумів, встановлених Міністерством енергетики Сполучених Штатів. 

### 2023 рік
Починаючи з 1 січня 2023 року, прилади охолодження підпадають під регіональні мінімальні показники ефективності відповідно до Сезонного коефіцієнта енергоефективності 2 (SEER2). Нова процедура тестування M1  розроблена для кращого відображення поточних польових умов. Міністерством енергетики Сполучених Штатів збільшує зовнішній статичний тиск системи від поточного SEER (0,1 дюйма вод.ст.) до SEER2 (0,5 дюйма вод.ст.). Ці умови тиску були розроблені для розгляду систем повітроводів, які можна побачити в експлуатації. З цією зміною нова номенклатура буде використовуватися для позначення рейтингів M1 (включаючи EER2 і HSPF2).
| Спліт система      | Регіон     | Регіон                 | Регіон         |
| Спліт система      | північ     | На південний захід     | південний схід |
| ------------------ | ---------- | ---------------------- | -------------- |
| AC < 45000 БТЕ/год | 13.4 SEER2 | 14,3 SEER2 / 11,7 EER2 | 14.3 SEER2     |
| AC ≥ 45000 БТЕ/год | 13.4 SEER2 | 13,8 SEER2 / 11,2 EER2 | 13.8 SEER2     |

## Розрахунок річної вартості електроенергії для кондиціонера
Електрична потужність зазвичай вимірюється в кіловатах (кВт). Електрична енергія зазвичай вимірюється в кіловат-годинах (кВт·год). Наприклад, якщо електричне навантаження, що споживає 1,5 кВт електроенергії, працює 8 годин, використовує 12 кВт·год електроенергії. У Сполучених Штатах плата за споживання електроенергії в житловому секторі стягується залежно від кількості використаної електроенергії. У рахунку споживача електроенергетична компанія вказує кількість електроенергії в кіловат-годинах (кВт·год), яку споживач використав з моменту останнього рахунку, і вартість енергії за кіловат-годину (кВт·год).
Розміри кондиціонерів часто вказуються як «тонни» охолодження, де 1 тонна охолодження дорівнює 12 000 БТО/год (3,5 кВт). 1 тонна охолодження дорівнює кількості енергії, яку необхідно застосовувати безперервно протягом 24 годин, щоб розтопити 1 тонну льоду.
Річна вартість електроенергії, спожитої кондиціонером, може бути розрахована так:
(Вартість, $/рік ) = (розмір блоку, БТЕ/год ) × (годин на рік, год ) × (вартість енергії, $/кВт·год ) ÷ (SEER, БТЕ/Вт·год ) ÷ (1000, Вт /кВт )
Приклад 1:
Кондиціонер за 72 000 БТО/год (21 кВт) (6 тонн), з рейтингом SEER 10, працює 1000 годин на рік із вартістю електроенергії 0,12 доларів США за кіловат-годину (кВт·год). Яка річна вартість електроенергії, яку він використовує?
(72 000 БТЕ/год) × (1000 год/рік) × (0,12 дол. США/кВт·год) ÷ (10 БТЕ/Вт·год) ÷ (1000 Вт/кВт) = 860 дол. США/рік
Приклад 2.
У резиденції поблизу Чикаго встановлений кондиціонер з холодопродуктивністю 4 тонни та рейтингом SEER 10. Установка працює 120 днів на рік по 8 годин на день (960 годин на рік), а вартість електроенергії становить 0,10 доларів США за кіловат-годину. Яка його річна вартість експлуатації в перерахунку на електроенергію? Спочатку ми конвертуємо тонни охолодження в БТЕ/год:
(4 тонни) × (12 000 (БТЕ/год)/тонна) = 48 000 БТЕ/год.
Річна вартість електроенергії становить:
(48 000 БТЕ/год) × (960 год/рік) × (0,10 дол. США/кВт·год) ÷ (10 БТЕ/Вт·год) ÷ (1000 Вт/кВт) = 460 дол. США/рік

## Максимальний рейтинг SEER
Сьогодні доступні міні-спліт (без повітроводів) кондиціонери з рейтингом SEER до 42 . Під час виставки AHR Expo 2014 компанія Mitsubishi представила новий міні-спліт безповітроводний кондиціонер з рейтингом SEER 30,5. У 2015 році GREE також випустила міні-спліт рейтингу 30,5 SEER. Компанія Carrier представила безповітроводний кондиціонер 42 SEER під час виставки споживчої електроніки (CES) у Лас-Вегасі 2018 року . Традиційні системи кондиціонерів з повітроводами мають максимальні показники SEER трохи нижчі за ці рівні. Крім того, на практиці центральні системи матимуть досягнутий коефіцієнт енергоефективності на 10–20% нижчий, ніж зазначений на заводській табличці через втрати, пов’язані з повітроводами.
Крім того, існують наземні побутові блоки кондиціонерів з рейтингом SEER до 75. Однак ефективна ефективність теплового насоса, що ґрунтується, залежить від температури ґрунту або використовуваного джерела води. Жаркий клімат має набагато вищу температуру ґрунту або поверхневих вод, ніж холодний клімат, і тому не зможе досягти такої ефективності. Крім того, рейтингова схема ARI для наземних теплових насосів дозволяє їм значною мірою ігнорувати необхідну потужність насоса у своїх рейтингах, роблячи досяжні значення SEER часто практично нижчими, ніж у обладнання з повітряним джерелом найвищої ефективності, особливо для повітряного охолодження. Є різноманітні технології, які дозволять підвищити рейтинги SEER та EER у найближчому майбутньому . Деякі з цих технологій включають ротаційні компресори, інвертори, безщіточні двигуни постійного струму, приводи зі змінною швидкістю та інтегровані системи, такі як системи кондиціонування повітря на сонячних батареях .

## Теплові насоси
Холодильний цикл може працювати як тепловий насос для переміщення тепла ззовні в тепліший будинок. Тепловий насос із вищим рейтингом SEER для режиму охолодження також зазвичай буде більш ефективним у режимі опалення, оціненому за допомогою HSPF. Коли тепловий насос працює в режимі опалення, він зазвичай більш ефективний, ніж електричний резистивний нагрівач. Це пояснюється тим, що обігрівач може перетворювати лише вхідну електричну енергію безпосередньо на вихідну теплову енергію, тоді як тепловий насос передає тепло ззовні. У режимі опалення коефіцієнт корисної дії - це відношення тепла, що надається, до енергії, споживаної установкою. Ідеальний резистивний нагрівач, який перетворює 100% своєї вхідної електроенергії на вихідне тепло, мав би COP = 1, що еквівалентно 3,4 EER. Тепловий насос стає менш ефективним із зниженням зовнішньої температури, і його продуктивність може стати порівнянною з резистивним нагрівачем. Для теплового насоса з мінімальною ефективністю охолодження 13 SEER це зазвичай нижче -23 °C  .
Нижчі температури можуть призвести до того, що тепловий насос працюватиме з нижчою ефективністю, ніж резистивний нагрівач, тому звичайні теплові насоси часто включають нагрівальні змійовики або допоміжний нагрів від рідкого або природного газу, щоб запобігти низькій ефективності холодильного циклу. Теплові насоси «холодного клімату» розроблені для оптимізації ефективності нижче -18 °C. Станом на 2023 рік на ринку з’являються теплові насоси, які відбиратимуть тепло від зовнішніх температур до -40 °C. У разі холодного клімату найефективнішим рішенням часто є водяні або ґрунтові теплові насоси. Вони використовують відносно постійну температуру ґрунтових вод або води у великій заглибленій петлі, щоб пом’якшити різницю температур влітку та взимку та підвищити продуктивність протягом року. Цикл теплового насоса змінюється влітку, щоб працювати як кондиціонер.

## Дивись також
- Кондиціонер
- Кондиціонування
- Коефіцієнт корисної дії
- Energy Star
- Тепловий насос
- HVAC

## Зовнішні посилання
- Що таке коефіцієнт енергоефективності кондиціонера EER/COP і SEER/SCOP?
- Новий захід енергоефективності пристроїв для опалення та охолодження – інформація від Daikin щодо сезонної ефективності
- Вплив клімату на сезонний коефіцієнт ефективності опалення (HSPF) і коефіцієнт сезонної енергоефективності (SEER) для повітряних теплових насосів
- Що таке рейтинг SEER у HVAC